# Curanipe
Curanipe es una localidad de la zona central de Chile, ubicada en pleno borde costero de la Provincia de Cauquenes, en la Región del Maule. Es sede de la municipalidad y capital de la comuna de Pelluhue.

## Historia

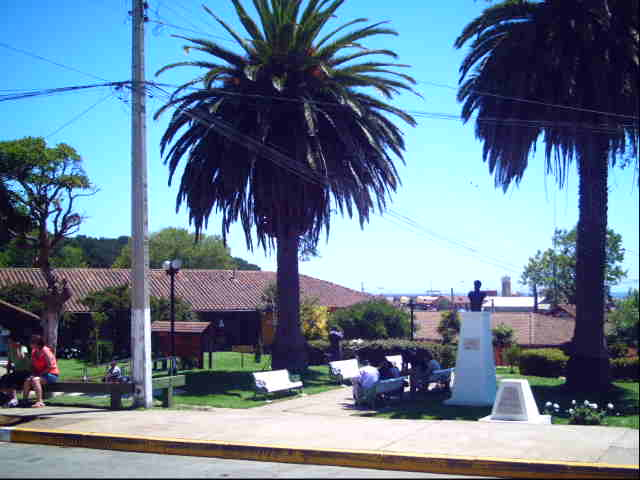
Plaza de Curanipe.

Curanipe tenía una muy antigua tradición como orgulloso puerto menor y balneario marítimo de abolengo, mucho tiempo antes de pasar a ser cabecera de la comuna de Pelluhue. 
Con el Decreto de Creación de Municipalidades del 22 de diciembre de 1891, se creó la Municipalidad de Curanipe, que administraba las subdelegaciones 4a, La Vega y 6a, Curanipe, del Departamento de Cauquenes. El 8 de noviembre de 1901, pasa a integrar el Departamento de Chanco. Con el DFL 8583, del 30 de diciembre de 1927, se suprime la Municipalidad de Curanipe, que pasa a formar parte de la nueva comuna y subdelegación de Chanco.
Pelluhue y Curanipe fueron parte de la comuna de Chanco hasta 1979. La comuna de Pelluhue fue oficialmente creada el 26 de octubre de 1979, al separarse de Chanco. 
A pesar de que Curanipe alberga tanto la sede municipal como la sede parroquial (Santo Toribio), es Pelluhue la mayor entidad poblada comunal, en la actualidad. 

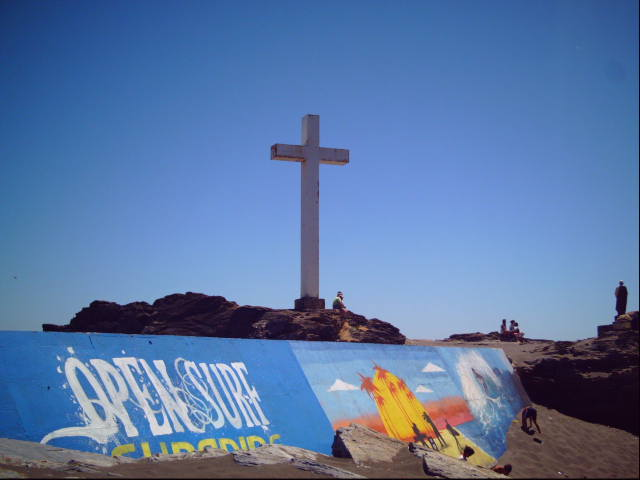
Cruz de San Pedro.

Curanipe fue una de las localidades más afectadas por el terremoto y maremoto del 27 de febrero de 2010. Las olas destruyeron gran parte de la caleta principal y algunos edificios como el consultorio comunal. Se registraron dos víctimas fatales hasta el 9 de marzo. En 2011 fue reinaugurada la caleta gracias al aporte de la organización Desafío Levantemos Chile.

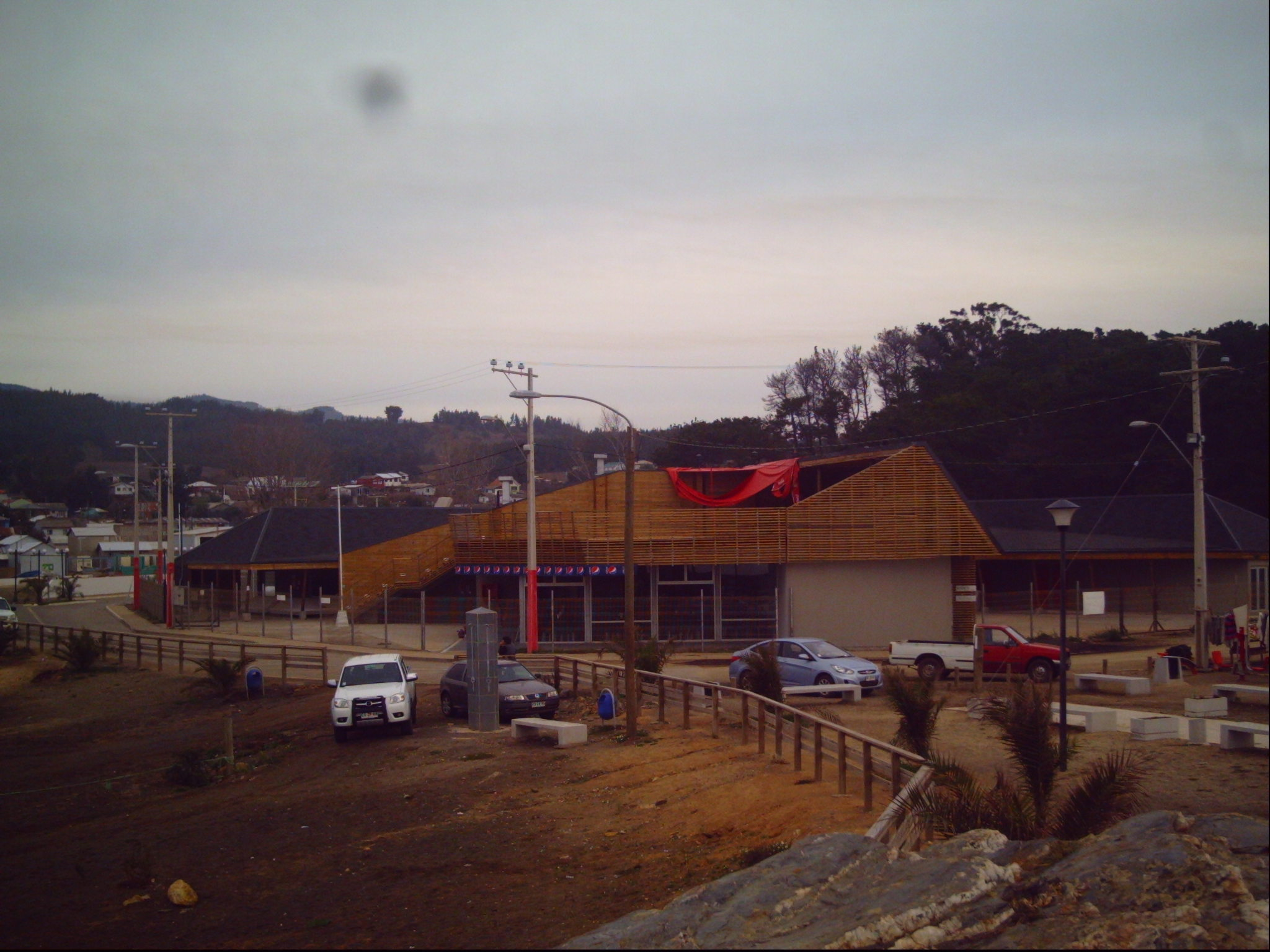
Caleta de Curanipe, reconstruida tras el maremoto de 2010.

## Medios de comunicación
- 92.3 La Roca
- 93.3 Red Géminis
- 98.7 Ambrosio
- 100.3 Primicia